# Mittersiller Straße
Die Mittersiller Straße (B 168) ist eine Landesstraße in Österreich. Sie hat eine Länge von 21,5 km und führt vom Zeller See am linken Ufer der Salzach nach Mittersill.

## Geschichte
Die Gasteiner Straße von Bischofshofen über Lend nach Badgastein und die Pinzgauer Straße von Lend über Mittersill zum Pass Thurn gehören zu den Bundesstraßen, die durch das Bundesgesetz vom 8. Juli 1921 eingerichtet wurden. Bis 1938 wurde die Pinzgauer Straße als B 54 bezeichnet, nach dem Anschluss Österreichs wurde die Pinzgauer Straße bis 1945 als Teil der Reichsstraße 318 geführt. 
Das Bundesstraßengesetz von 1948 bezeichnete die gesamte 137 km lange Straße von Salzburg bis zum Pass Thurn noch durchgehend als Salzachtal Straße B 159. Seit 1971 wird der Streckenabschnitt zwischen Bruckberg und Mittersill als Mittersiller Straße B 168 bezeichnet.
| B168 | Die Mittersiller Straße befand sich wie die anderen ehemaligen Bundesstraßen in der Bundesverwaltung. Seit dem 1. April 2002 steht sie unter Landesverwaltung und führt zwar das B in der Nummer weiterhin, nicht aber die Bezeichnung Bundesstraße. |